# Préseau
Préseau is een gemeente in het Franse Noorderdepartement (Frans: département du Nord) (regio Hauts-de-France). De gemeente telde op 1 januari 2022 2.083 inwoners en maakt deel uit van het arrondissement Valenciennes.

## Geografie
De oppervlakte van Préseau bedroeg op 1 januari 2022 6,34 vierkante kilometer; de bevolkingsdichtheid was toen 328,5 inwoners per km².

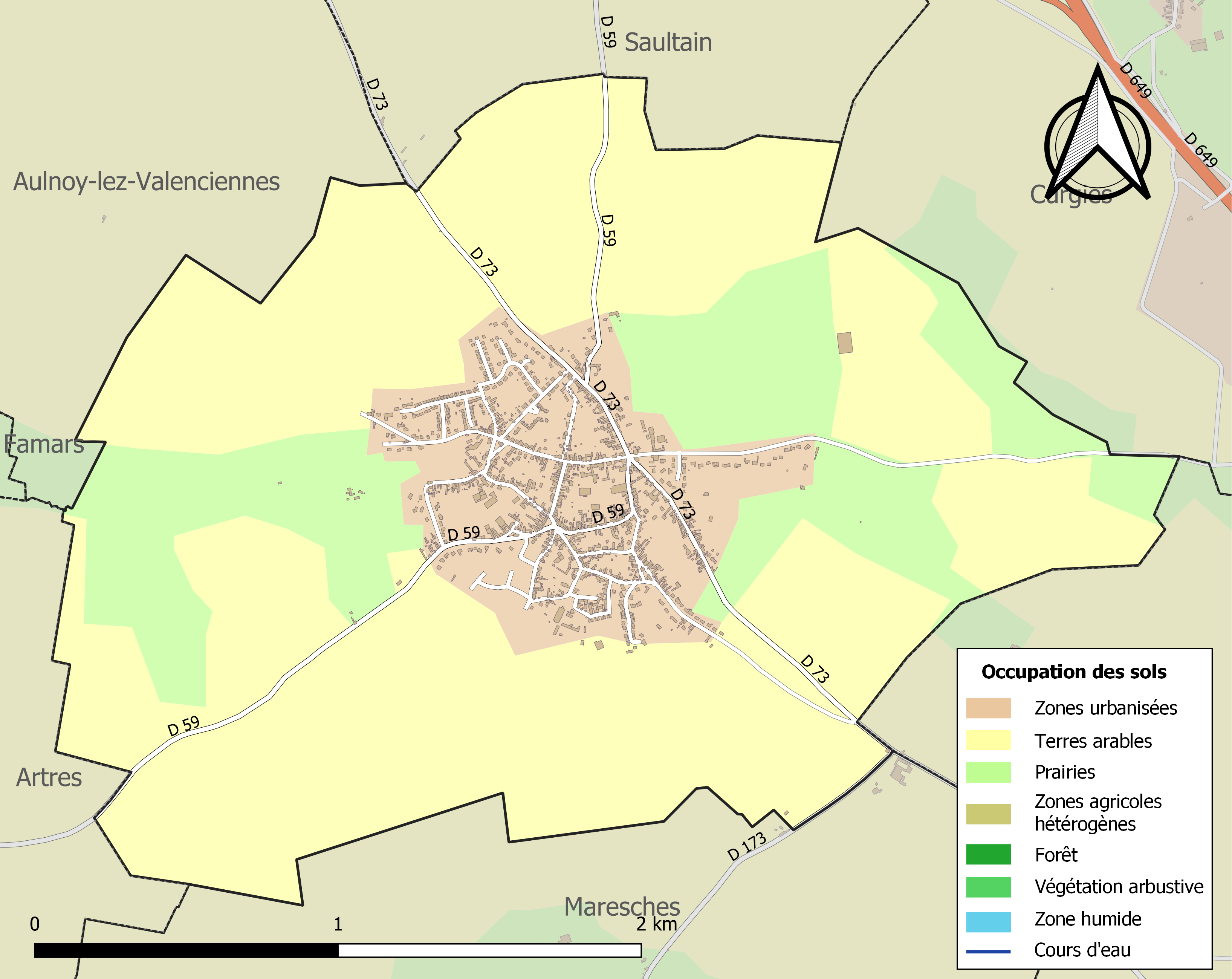
Kaart van de gemeente met belangrijkste infrastructuur, bodemgebruik en omliggende gemeenten

## Bezienswaardigheden
- De "Église Sainte-Aldegonde"
- Op de gemeentelijke begraafplaats van Préseau bevinden zich een graf van twee gesneuvelde Britse militairen uit de Eerste Wereldoorlog. Naast de civiele begraafplaats bevindt zich de Preseau Communal Cemetery Extension, een Britse militaire begraafplaats met ruim 100 gesneuvelden.

## Demografie
Onderstaande figuur toont het verloop van het inwonertal (bron: INSEE-tellingen).